# Gongora quinquenervis
Gongora quinquenervis är en orkidéart som beskrevs av Hipólito Ruiz López och Pav.. Gongora quinquenervis ingår i släktet Gongora och familjen orkidéer. Inga underarter finns listade i Catalogue of Life.

## Bildgalleri

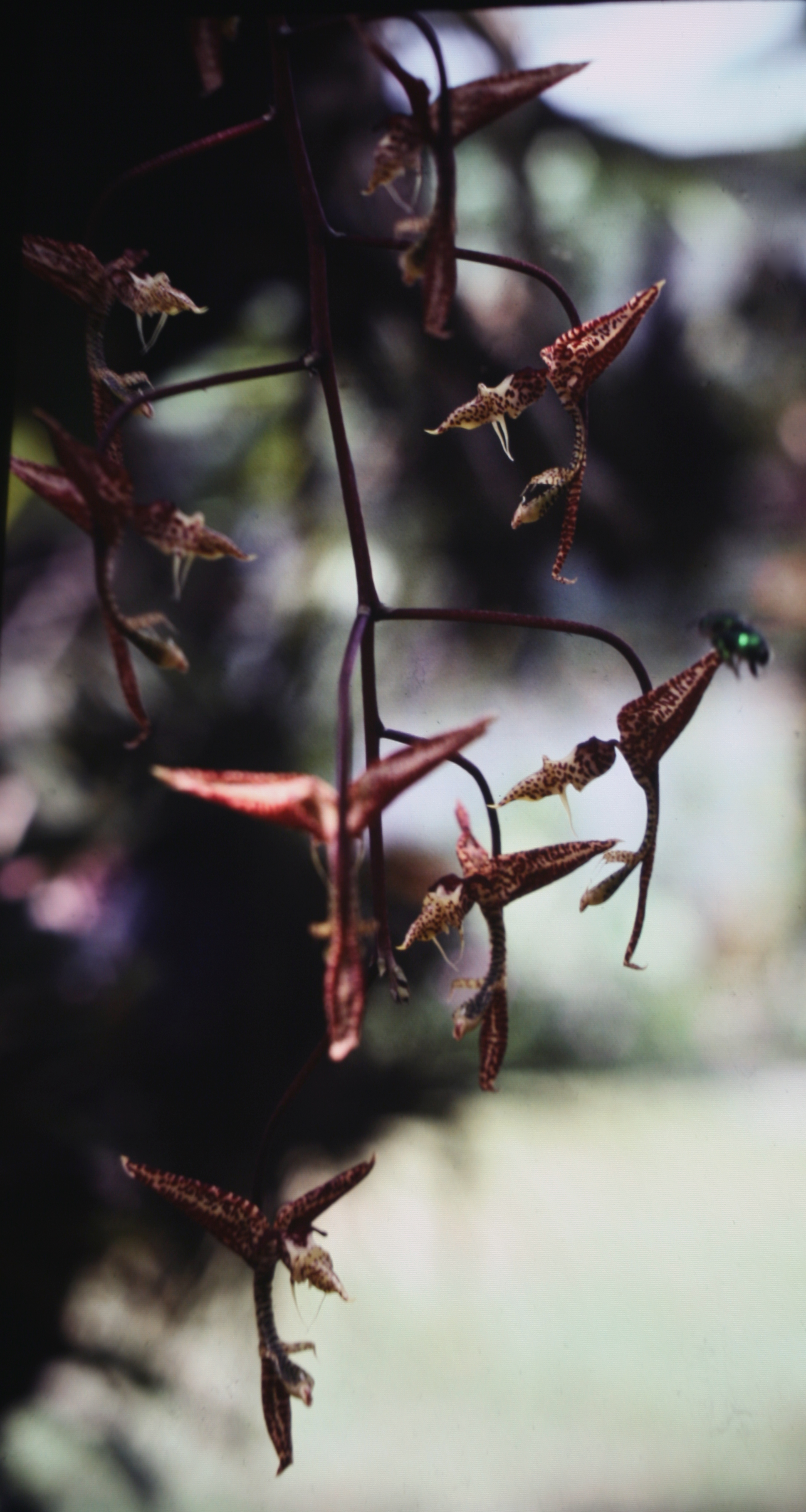
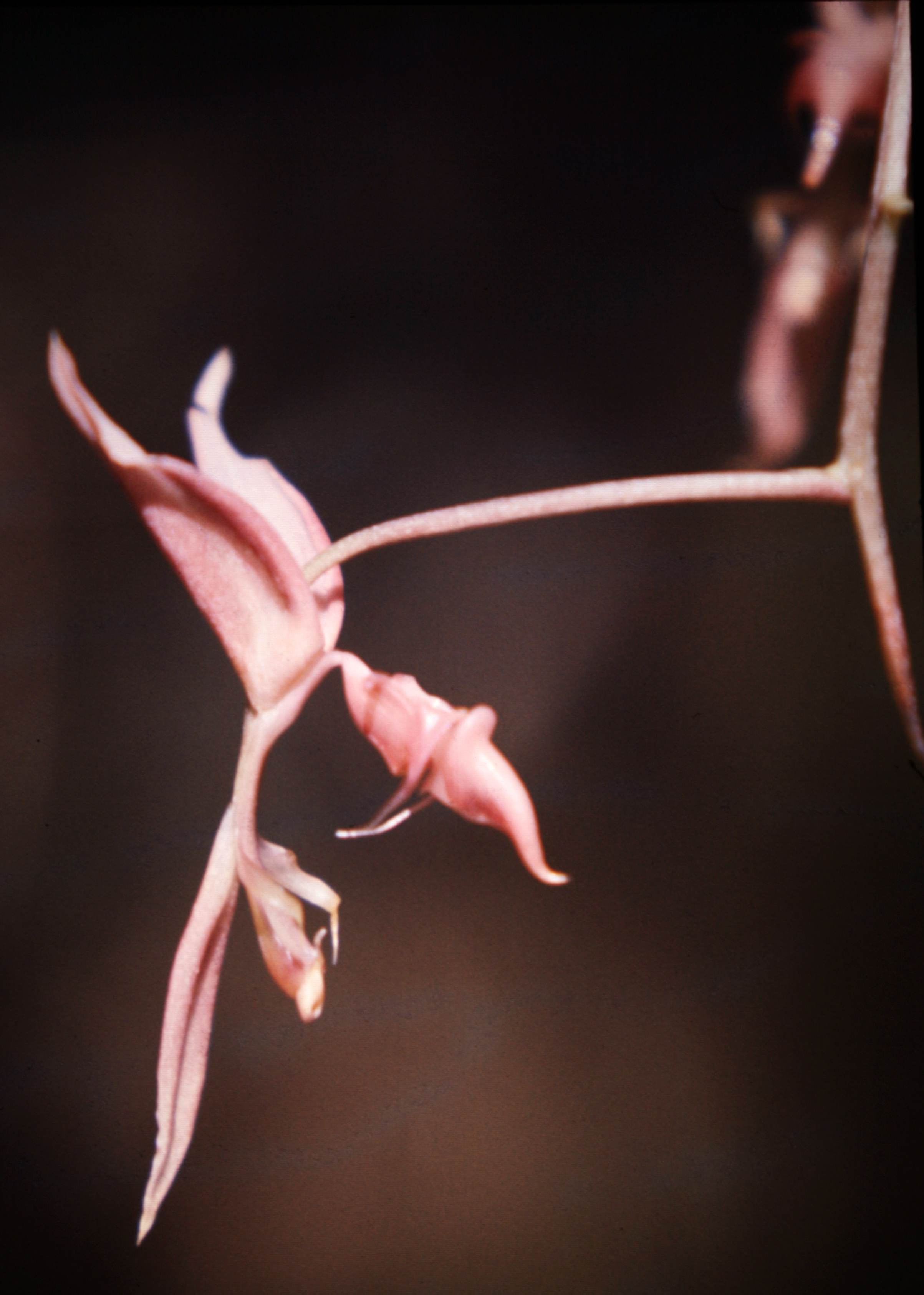
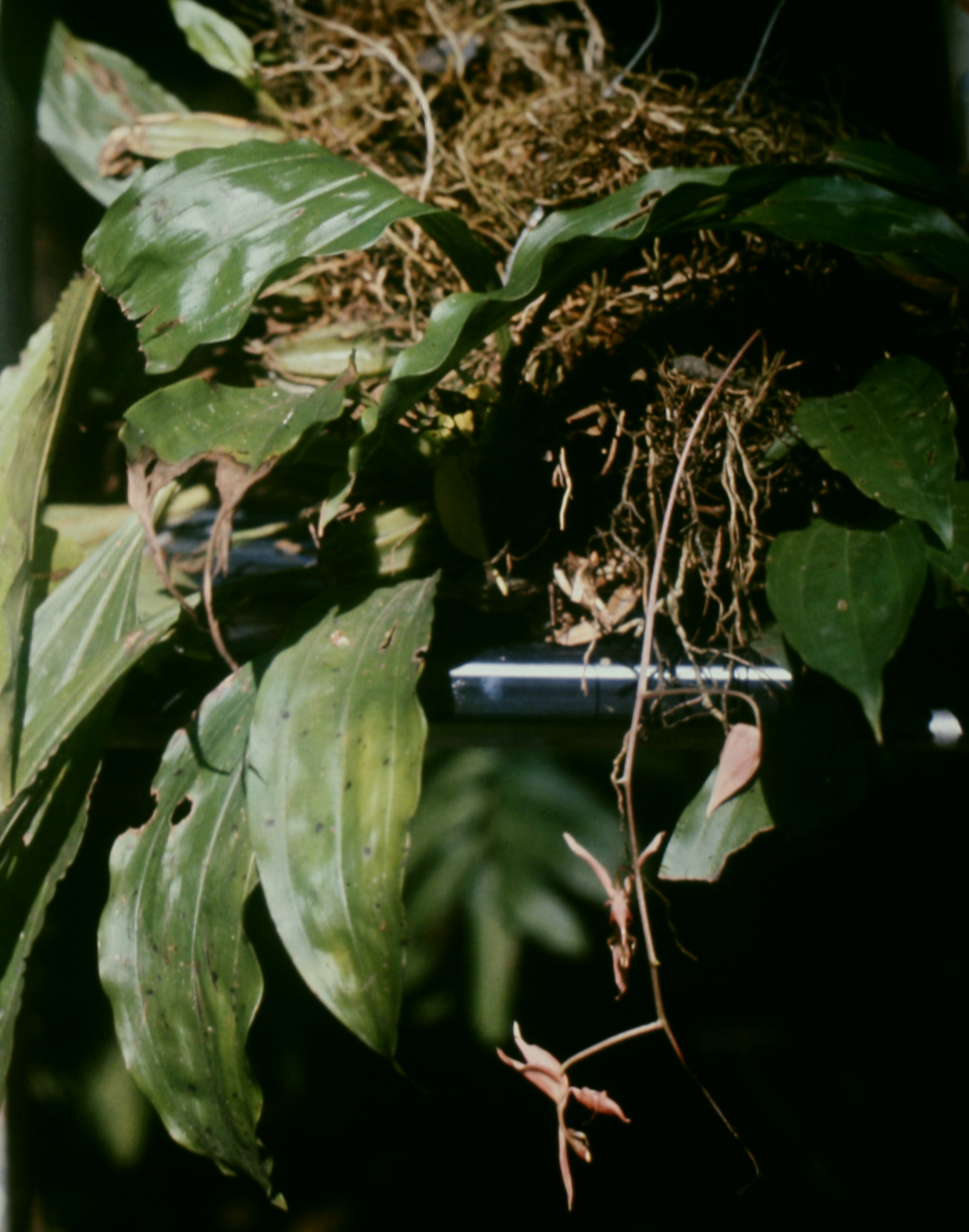
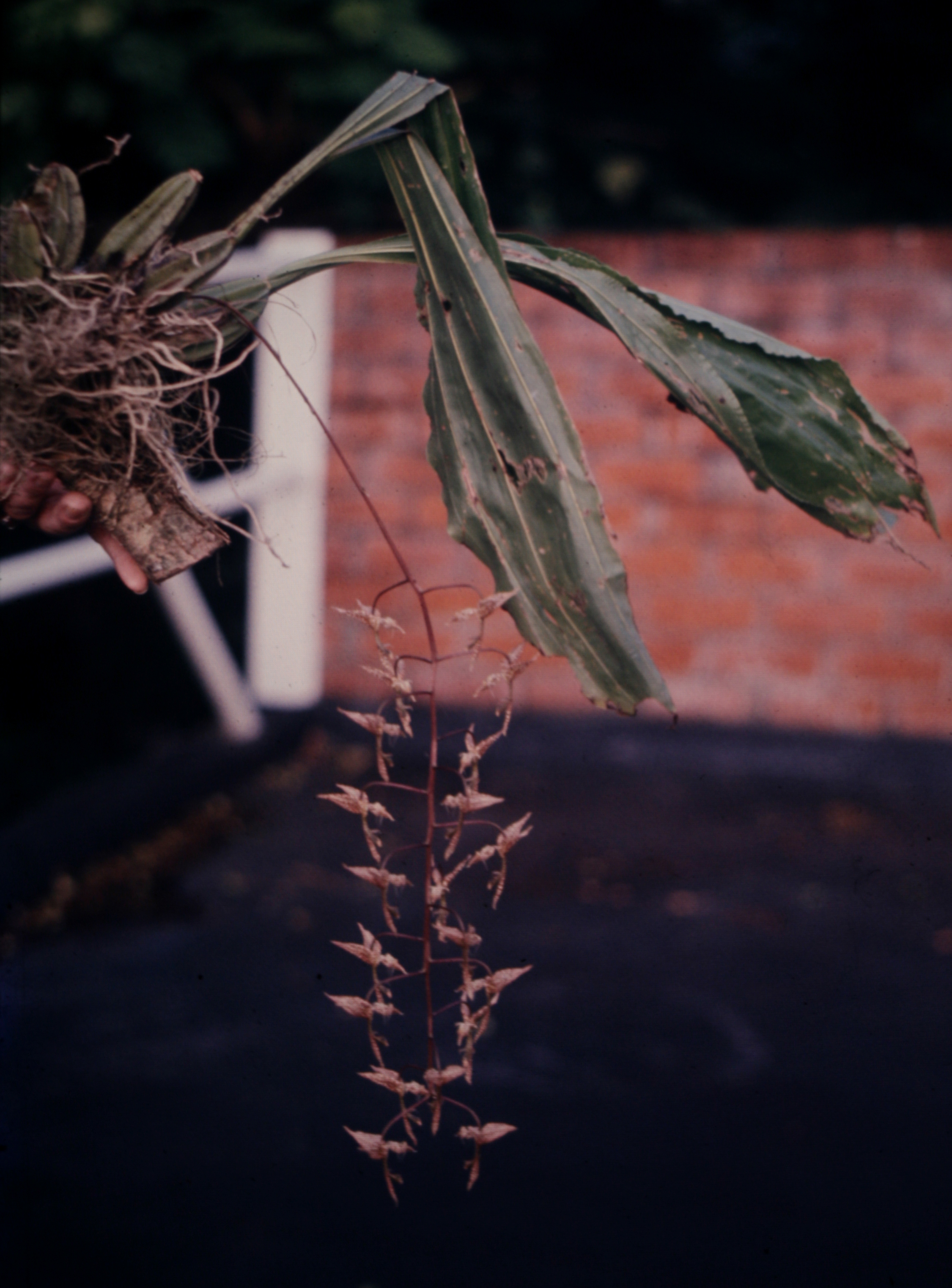
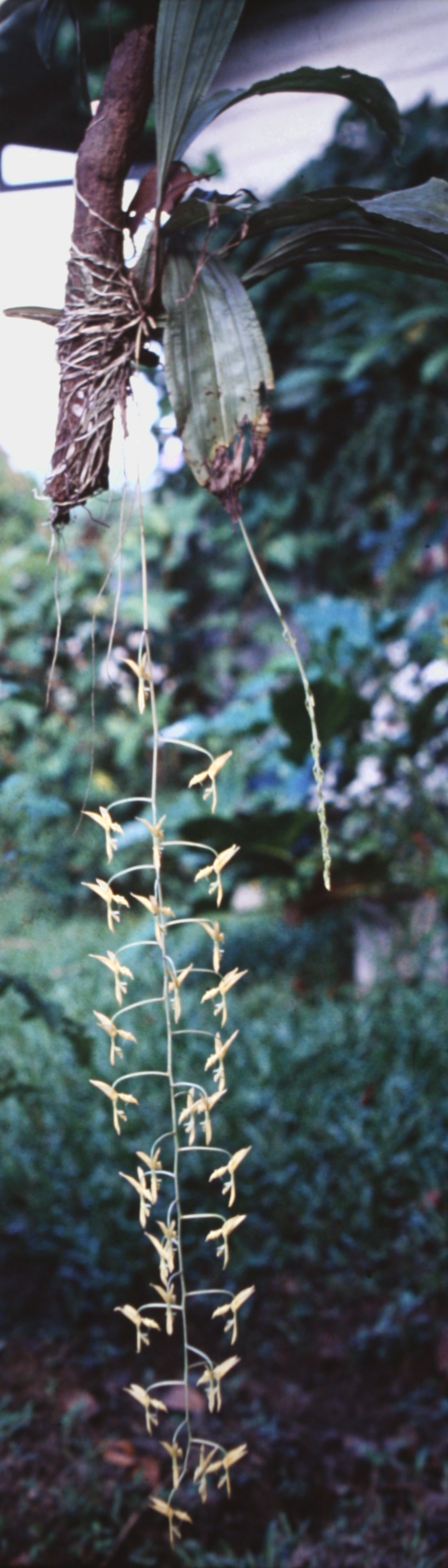
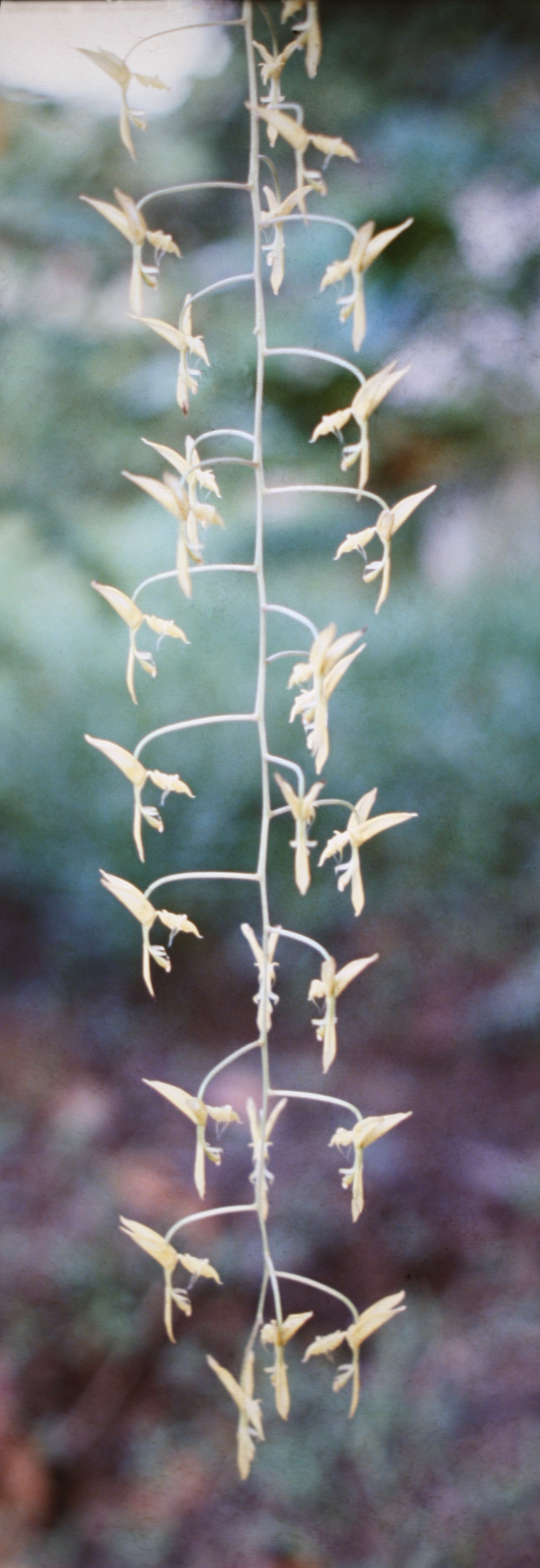